# اتلاف تزویج
اتلاف تزویج، همچنین به عنوان اتلاف اتصال شناخته می‌شود، اتلافی است که هنگام انتقال انرژی از یک مدار، عنصر مداری یا محیط به مدار دیگر رخ می‌دهد. اتلاف تزویج معمولاً در همان واحدها - مانند وات یا دسی بل - همانند عنصر مداری در مبدأ یا محیط بیان می‌شوند.
اتلاف تزویج در فیبر نوری به اتلاف توانی گفته می‌شود که هنگام تزویج نور از یک افزاره نوری یا محیط به دیگری اتفاق می‌افتد. (همچنین به اتلاف بازگشت نوری مراجعه کنید).
اتلاف تزویج می‌تواند از عوامل مختلفی ناشی شود. در الکترونیک، عدم‌تطابق امپدانس بین اجزای تزویج‌شده منجر به بازتاب بخشی از انرژی در رابط می‌شود. به همین ترتیب، در سامانه‌های نوری، جایی که در شاخص شکست تغییر می‌کند (معمولاً در یک رابط فیبر / هوا)، بخشی از انرژی دوباره به بخش منبع بازتاب می‌شود.
منبع اصلی دیگر از اتلاف تزویج نوری، هندسی است. به عنوان مثال، ممکن است دو فیبر از انتها به انتهای دیگر به‌طور دقیق تراز نشوند، در نتیجه دو هسته تا حدی با هم همپوشانی دارند. نوری که از فیبر منبع در بخشی از هسته آن خارج شده و با هسته فیبر دریافت کننده همسو نیست (به‌طور کلی) به فیبر دوم تزویج نمی‌شود. گرچه مقداری از این نورها به فیبر دوم تزویج می‌شوند، اما به نظر نمی‌رسد که به‌طور مؤثر تزویج‌شوند و همچنین به‌طور کلی نور در فیبر دوم در حالت مناسب حرکت نمی‌کنند.